# Baicalina bellicosa
Baicalina bellicosa är en nattsländeart som beskrevs av Martynov 1914. Baicalina bellicosa ingår i släktet Baicalina och familjen Apataniidae. Inga underarter finns listade i Catalogue of Life.